# بلانش رينغ
بلانش رينغ (بالإنجليزية: Blanche Ring)‏ هي مغنية وممثلة أمريكية، ولدت في 24 أبريل 1871 ببوسطن في الولايات المتحدة، وتوفيت في 13 يناير 1961 بسانتا مونيكا في الولايات المتحدة بسبب سكتة.

## وصلات خارجية
- بلانش رينغ على موقع IMDb (الإنجليزية)
- بلانش رينغ على موقع ميوزك برينز (الإنجليزية)
- بلانش رينغ على موقع قاعدة بيانات برودواي على الإنترنت (الإنجليزية)
- بلانش رينغ على موقع قاعدة بيانات الفيلم (الإنجليزية)